# Chip Rosenbloom
Dale "Chip" Rosenbloom (nacido el 3 de julio de 1964) es un cineasta estadounidense, conocido por Shiloh, Across the Tracks y Fuel. Ha producido veinticinco películas y películas para televisión. Fue copropietario y vicepresidente de la franquicia de fútbol profesional Los Angeles Rams. De 2008 a 2010 fue el propietario mayoritario del equipo, habiendo heredado el control del equipo que su familia adquirió por primera vez en la década de 1970. Rosenbloom vendió la participación restante de la familia al copropietario Stan Kroenke en 2010. Es presidente de Rosenbloom Entertainment y fundador/propietario de Open Pictures.

## Vida y carrera
Rosenbloom nació el 3 de julio de 1964 en la ciudad de Nueva York. Su padre, Carroll Rosenbloom, era un empresario que, primero con los Baltimore Colts y luego con Los Angeles Rams, fue el propietario más ganador en la historia de la NFL. Tras la muerte de su padre en 1979, la madre de Rosenbloom, Georgia Frontiere, se convirtió en propietaria mayoritaria de los Rams. Más tarde trasladó el equipo a San Luis. Frontiere murió en 2008, momento en el que Rosenbloom se convirtió en propietario mayoritario del equipo. La familia vendió la participación mayoritaria del equipo a Stan Kroenke al final de la temporada 2010. Rosenbloom sigue siendo copropietario de los Rams y se desempeña como vicepresidente del equipo.
Después de graduarse de la Escuela de Cine de la USC (ahora Escuela de Artes Cinematográficas de la USC), Rosenbloom comenzó su carrera en Aaron Spelling Studios, y luego trabajó en desarrollo para Mace Neufeld Productions. Comenzó su carrera como cineasta independiente en 1990. Entre sus películas de principios de la década de 1990 se encuentran Across the Tracks, Nails y la película de ABC Ride With the Wind. En 1997, escribió, produjo y dirigió el largometraje Shiloh, ganadora de múltiples premios, que cuenta la historia de un niño que rescata a un perro maltratado.
Rosenbloom Eight Days a Weekde The WB y Keri Russell. A partir de aquí, Rosenbloom comenzó a realizar películas documentales. En particular, Reckless Indifference es la historia real de una pelea adolescente que salió mal y la injusticia de sentencia que siguió. Ganó el Premio de la Academia de Prensa Internacional y se enseña en varias facultades de derecho.
En 2007, Rosenbloom produjo la película de Weinstein Group The Girl in the Park. Ese mismo año fue nominado a un premio Tony por producir la obra de August Wilson Radio Golf.
En 2008 produjo el documental Fuel, que fue preseleccionado al Oscar.
En 2013, Rosenbloom fue productor ejecutivo de The Call. Rosenbloom también fue productor ejecutivo de la película Ten cuidado con lo que deseas.
Rosenbloom produjo un documental de Ryan Ferguson, la historia de un joven condenado por un asesinato basado en el sueño de un amigo. Un caso controvertido, fue examinado por el director Andrew Jenks, y Rosenbloom se asoció con el periodista Dylan Ratigan en este proyecto, que explora las injusticias del sistema judicial.
Además, ha escrito varias canciones para artistas musicales como Dayna Lane, Sheena Easton y Rita Coolidge, y es el compositor del musical teatral basado en la película de Clint Eastwood Bronco Billy, que se estrenó en 2015.

## Trabajo caritativo
Rosenbloom ha estado recientemente activo en la justicia social y estuvo entre las personas que firmaron la carta de Russell Simmons al Presidente pidiendo al gobierno federal que reformara las pautas de sentencia mínima obligatoria. Él y su esposa Kathleen fueron los financiadores iniciales de la campaña de concientización para ayudar a cambiar estas leyes con Familias contra los mínimos obligatorios. Rosenbloom y su esposa también forman parte del Consejo Presidencial para Feeding America, la organización de ayuda contra el hambre más grande de Estados Unidos. Además, forma parte de los consejos asesores de la Iniciativa de Acceso a la Salud de la Fundación Clinton, el Fondo de Cumplimiento, el Cuerpo de Empleos para Veteranos, el Club de Variedades, la Agricultura Urbana y la Justicia de la Tierra.

## Filmografía

### Director
- Shiloh (1996)[2]

### Escritor
- Instant Karma (1990)
- Shiloh (1996)
- Shiloh 2: Shiloh Season (1999)
- Shiloh 3: Saving Shiloh (2006)[2]

### Productor
- Instant Karma (1990)
- Across the Tracks (1991)
- Nails (1992)
- A Woman, Her Men, and Her Futon (1993)
- Ride With the Wind (1994)
- Red Ribbon Blues (1995)
- Shiloh (1996)
- Eight Days a Week (1997)
- Confessions of a Sexist Pig (1998)
- Shiloh 2: Shiloh Season (1999)
- Reckless Indifference (2001)
- Learn the Game: The Big Football Game (2004)
- Shiloh 3: Saving Shiloh (2006)
- Fan-Demanium (200)
- The Girl in the Park (2007)
- Alice al revés (2008)
- Fuel (2008)
- Open Graves (2009)
- Make Me Young: Youth Knows No Pain (2010)
- Radio Free Albemuth (2011)
- Janeane from Des Moines (2012)
- Fame High (2012)
- The Call (2013)[2]

## Vida personal
En 1988, se casó con Kathleen Melville en la Iglesia Presbiteriana de Beverly Hills. Reside en Los Ángeles con su esposa, su hijo Alexander y su hija Olivia.